# Eviphididae
Eviphididae zijn  een familie van mijten. Bij de familie zijn 19 geslachten met circa 110 soorten ingedeeld.